# パワープレー (エンジェルのエピソード)
「パワープレー」（原題: Power Play）は、テレビドラマ『エンジェル』の第5シーズンの第21話。最終回「正義は消えず」の前編である。このエピソードで、コーディリアのヴィジョンの能力がエンジェルに受け継がれていることが明かされる。

## ストーリー
フレッドが死んで数ヶ月、エンジェルは冷徹な態度で仕事に打ち込んでいた。エンジェルの豹変ぶりに驚いたウェスリーたちはドゥロジンからの情報をもとに、エンジェルがアンジェラスに変貌していると疑う。一方、シニアパートナーの代理であるハミルトンはイリリアと遊んでいたドゥロジンを誘拐、黒い棘の会に引き渡す。ドゥロジン救出に向かったエンジェルだったが、黒い棘の会のメンバーに拷問されているドゥロジンを発見したあと、彼を殺してしまう。黒い棘の会に迎え入れられたエンジェルは、この会のメンバーがウルフラム＆ハートの弁護士と顧客たちで構成されていることを知る。エンジェルがオフィスに戻ったとき、ウェスリーたちが乱入、エンジェルの退治を図るが、そこでエンジェルは彼らに対し「すべてはフレッドの死の真相を探るための芝居だった」と打ち明ける。

## 配役
俳優名（役名/日本語吹替え声優名）の順。

### 主演
- デヴィッド・ボレアナズ（エンジェル/堀内賢雄）
- アンディ・ホーレット（ローン）
- メルセデス・マクナブ（ハーモニー・ケンドール/深水由美）
- アレクシス・デニソフ（ウェスリー・ウィンダム＝プライス/森田順平）
- ジェームズ・マースターズ（スパイク/堀川仁）
- エイミー・アッカー（イリリア）
- J・オーガスト・リチャーズ（チャールズ・ガン）

### 特別ゲスト
- クリスチャン・ケイン（リンジー・マクドナルド）

### ゲスト出演者
- デニス・クリストファー（サイヴァス・ヴェイル）
- サラ・トンプソン（イヴ）
- リーランド・クルーク（セバシス大公）
- ステーシー・トラヴィス（ヘレン・ブルッカー上院議員）
- アダム・ボールドウィン（マーカス・ハミルトン）
- アレック・ニューマン（ドゥロジン）
- ジェニー・モレン（ニーナ・アッシュ）

### 助演
- エリム・ネルソン（アーネスト）
- マーク・コルソン（イジー）